# Repudia de la deuda durante la Revolución Rusa
La repudia de la deuda durante la Revolución Rusa se refiere al rechazo, por parte del régimen comunista recién llegado al poder, de una serie de títulos de deuda emitidos por el Imperio ruso entre 1888 y 1916. Entre los tramos más importantes de las emisiones de bonos rusos, la de junio de 1906 fue de alcance internacional, lanzada simultáneamente en varios centros financieros, y destinada a restablecer las debilitadas finanzas del Imperio Ruso tras la Guerra Ruso-Japonesa.
A finales del siglo XX, el Estado ruso indicó que había "resuelto la cuestión de los títulos de deuda rusos" mediante varias series de acuerdos, primero en 1986 con el Reino Unido, y luego con Francia, en 1997. El Presidente de la República Francesa, así como su Ministro de Finanzas, declararon por su parte: "El acuerdo franco-ruso firmado el 27 de mayo de 1997 tuvo el efecto de una renuncia mutua a las reclamaciones respectivas de los gobiernos francés y ruso. Sin embargo, no extinguió las reclamaciones de los nacionales franceses contra el Gobierno ruso. Por tanto, la situación no está arreglada".

## Antes de 1917

### Un clima desfavorable
El endeudamiento de Rusia ya era motivo de preocupación en 1816; en aquella época, el país era considerado muy insolvente por las distintas autoridades del mercado: Así, cuando prestamistas neerlandeses garantizaron 25 millones de florines destinados a San Petersburgo como parte de las liquidaciones de compensación tras el Tratado de Viena, hubo preocupación por su capacidad de pagar los intereses asociados a a dicha deuda. La emisión de 1822, suscrita de nuevo en Ámsterdam pero también en París, no tiene mejor prensa y sólo debe su supervivencia a la oferta de recompra propuesta por Rothschild Frères. La emisión de enero de 1850 sólo se colocó en Londres, y no fue hasta la emisión de enero de 1870 que estalló la demanda de este tipo de títulos soberanos.

### Una campaña de inversión forzada por el juego político
Tras la derrota de 1870 contra el Alemania, Francia buscó, además de con Gran Bretaña, una alianza con Rusia. Sin embargo, fueron los Estados Unidos los más dispuestos a financiarles, primero con la venta de Alaska en 1867, y luego con un préstamo en septiembre de 1878, pues los inversores europeos estaban preocupados por sus conflictos abiertos en Bosnia y el Imperio Otomano. Además, el uso del dinero lo que preocupaba a la opinión internacional, pues se temía que se dedicase sólo a financiar guerras imperiales y no a reformar el país.
En enero de 1886, Rusia tenía una deuda acumulada de 18.280 millones de francos oro, frente a 6.000 millones en 1866 y 1.500 millones en 1822. Comparativamente, era el país más endeudado de Europa y el único cuyo presupuesto se votaba al margen de un parlamento electo. Los préstamos estatales emitidos entre 1866 y 1884 estaban programados para ser amortizados en 1925-1926. En 1897, al reformar el Rublo, el gobierno ruso consiguió reducir su deuda nominal en un 33%, al reducir la tasa de cambio de su moneda de 4 a 2,667 francos.
La primera emisión de bonos fue en París el 10 de diciembre de 1888, con un importe de 500 millones de francos al 4% de interés, y tuvo un gran éxito, financiando la construcción de decenas de miles de kilómetros de líneas ferroviarias, como el Transiberiano y el desarrollo de las industrias química y minera. Durante treinta años, el gobierno francés alentó a los ahorradores franceses a invertir en valores rusos, con lo que, hacia 1900, la exportación neta de capitales a Rusia correspondió al 3,5% del PNB de Francia.
Los medios de comunicación tomaron el relevo de los funcionarios a través de carteles en los periódicos franceses ("¡Prestar a Rusia es prestar a Francia!"), mediante la publicación de libros, postales y objetos que celebraban la amistad franco-rusa, y pagando grandes comisiones a los periódicos y a los bancos (el Crédit Lyonnais obtuvo el 30% de sus beneficios antes de 1914 de los préstamos rusos). Mientras tanto, Francia se alíó con Rusia oficialmente en 1892.

## Repudia de los préstamos
El 29 de diciembre de 1917, un decreto de la República Soviética de Rusia repudió unilateralmente todas las deudas del Imperio ruso. Esta decisión afectó a los principales suscriptores, que fueron, por orden de magnitud, Francia, Gran Bretaña y Bélgica. A pesar de este decreto, las cotizaciones de los bonos rusos se mantuvieron relativamente altas durante los tres años siguientes, puesto que bancos siguieron pagando a los titulares. Los inversores esperaban una asunción parcial de la deuda por parte de Francia y de los países creados sobre las ruinas de los Imperios Centrales y del Imperio Ruso por un ejército blanco victorioso o incluso por el Gobierno Soviético. De hecho, los inversores franceses se mostraron mucho más optimistas que sus homólogos británicos.

### Período de entreguerras
En Francia, el decreto del 10 de septiembre de 1918 permitió identificar a todos los titulares de créditos rusos y excluir a los titulares extranjeros: un informe presentado el 31 de diciembre de 1919 indica 1,6 millones de créditos individuales, que representan un capital nominal de 8 936 756 000 francos oro, excluyendo los bonos emitidos por empresas privadas.
El 16 de marzo de 1921, al firmar el Acuerdo Comercial Anglo-Soviético, Gran Bretaña fue el primer país europeo en reconocer la soberanía del nuevo régimen. Francia, por su parte, no obtuvo resultados concluyentes, pues, aunque se planteó la cuestión de la deuda durante el Tratado Franco-Soviético de Asistencia Mutua de 1935, no se le dio seguimiento posterior. 
La cuestión de la deuda rusa era redundante en las relaciones comerciales y diplomáticas entre los gobiernos británico y francés y el gobierno soviético durante el periodo de entreguerras. Sin embargo, debido al número especialmente elevado de ciudadanos franceses afectados, la deuda rusa fue objeto de un amplio debate en los medios de comunicación durante todo este periodo. En este contexto resurgió en 1931 el affaire Arthur Raffalovitch, una historia de pago a la prensa por publicidad favorable para la deuda rusa con tintes antisemitas, que había sido resuelto 25 años antes. Ese mismo año, la República de China se declaró en rebeldía, aumentando los problemas de los tenedores de deuda franceses, que también poseían títulos dell Imperio Otomano .

## Desarrollos contemporáneos

### En Gran Bretaña
En 1986, se firmó un acuerdo entre el Reino Unido y la Unión Soviética, en el que se estipulaba que el primero renunciaría a reclamar al segundo el reembolso de las deudas anteriores a enero de 1939, y en particular se especificaba "cualquier bono o préstamo emitido antes del 7 de noviembre de 1917 por cualquier antiguo gobierno o autoridad que representara al Imperio Ruso". A cambio, Rusia renunció a reclamar el oro almacenado en el Banco de Inglaterra - confiscado a los alemanes en 1919, este oro procedía de Moscú tras el Tratado de Brest-Litovsk - así como cualquier reclamación de bienes muebles e inmuebles o activos. Acuerdo de 1986 relativo a la liquidación de reclamaciones financieras y patrimoniales mutuas surgidas antes de 1939 (Reino Unido-URSS): Indemnización en el extranjero (URSS) (Registro y determinación de reclamaciones). Orden de 1986. Anexo 1. Bonos externos. Los detalles de este acuerdo establecen formalmente el estado de los activos rusos congelados por Londres después de 1917, así como las reclamaciones de bonos de los tenedores de bonos británicos, que se estiman en 10-20 millones de libras (valor de 1914), o al menos 250 millones de francos oro. Entre noviembre de 1987 y mayo de 1990 se llevó a cabo un proceso de liquidación de estos bonos: los tenedores se presentaron en las ventanillas de Londres por sólo un millón de libras, recibiendo cada uno el 54,78% de la cantidad cotizada

### En Francia
Se calcula que hay unos 316.000 titulares franceses de títulos financieros vinculados a bonos rusos. El 26 de noviembre de 1996, los gobiernos ruso y francés, representados por Viktor Chernomyrdin y Alain Juppé, firmaron un memorando en virtud del cual cada gobierno se comprometía a no presentar al otro reclamaciones anteriores a 1945, y a no apoyar ante el otro las reclamaciones de sus nacionales anteriores a 1945; Esto fue ratificado el 27 de mayo de 1997, mediante el pago a Francia de 400 millones de USD, de los cuales sólo el 10% se destinó a los prestatarios. Este acuerdo llegó justo antes de la crisis financiera rusa de 1998, un contexto que no facilitó la aplicación del acuerdo. Durante el censo de 1998 organizado por la Direction générale des Finances publiques, se presentaron 316 219 titulares franceses, que representaban un total de 9,2 millones de títulos. El decreto de 11 de noviembre de 2000, publicado en el Journal officiel, establece una compensación de 806 francos por titular más una cantidad variable por título, hasta un máximo de  97 938 francos (14 930 euros). Como consecuencia, en octubre de 2007, la empresa Euronext anunció la retirada definitiva de todos los bonos rusos de la Bolsa de París, cuya cotización llevaba suspendida desde 1917.
Algunos titulares se consideraron perjudicados por el trato, que pagaba mucho menos que el valor real estimado de los bonos. Varias asociaciones de afectados presentaron demandas para exigir el reembolso al completo, pero, en noviembre de 2019, la Corte de Casación declaró que "la justicia francesa no es competente para obligar a Rusia a ejercer su garantía en beneficio de los ahorradores franceses", cerrando definitivamente el asunto.

## Principales bonos rusos emitidos en París desde 1888
Existían distintos tipos de títulos de deuda:
- Un préstamo estatal externo se emitía en nombre del Gobierno Imperial de Rusia siendo lanzado a través de un banco de garantía francés (por ejemplo, Rothschild Frères o el Crédit Lyonnais) quelo coloca en el mercado.
- Un "préstamo consolidado" permite al emisor cancelar los anteriores por compensación: el portador va a la ventanilla con sus antiguos títulos y los cambia por otros nuevos. El total de las sumas recaudadas no equivale, por tanto, al total de las sumas pendientes de pago, pero da una idea general de las necesidades de liquidez del Imperio Ruso antes de la revolución.[27]

Los valores del título corresponden a su cotización en el momento de su lanzamiento en bolsa: un préstamo de 500 millones dividido en 5 millones de títulos de 100 francos cada uno puede ponerse a la venta a un precio inferior. Cada bono se presentaba con cupones: un título de 100 francos suscrito por un portador daba derecho al 4%, es decir, 4 francos de intereses pagados en cuatro plazos trimestrales de 1 franco, reajustados según la cotización y liquidados en oro o en dinero convertible en oro: estos complicados mecanismos atraían a los ahorradores que buscaban una anualidad regular.
| Año  | Nombre                                                       | Capital nominal (francos)☃☃ | Interés       | Amortizada en | Notas                                                                 |
| ---- | ------------------------------------------------------------ | --------------------------- | ------------- | ------------- | --------------------------------------------------------------------- |
| 1888 | Deuda del Estado                                             | 500 000 000                 | 4%            | 1969          |                                                                       |
| 1889 | Deuda rusa consolidada para la construcción de ferrocarriles | 700 000 000                 | 4%            | 1971          | Reembolso por canje de los años 1870, 1872, 1873, 1884                |
| 1889 | Deuda rusa consolidada para la construcción de ferrocarriles | 1 242 000 000               | 4%            | 1971          | Segunda serie, reembolso por canje en los años 1870, 1872, 1873, 1884 |
| 1890 | Deuda del Estado                                             | 360 000 000                 | 4%            | 1971          |                                                                       |
| 1891 | Deuda del Estado al 3% en oro                                | 500 000 000                 | 3%            | 1972          |                                                                       |
| 1893 | Deuda del Estado                                             | 500 000 000                 |               |               |                                                                       |
| 1894 | Deuda del Estado al 3% en oro                                | 466 500 000                 | 3%            | 1972          | Conversión del 5% del Banco Central de Crédito Financiero de Rusia    |
| 1896 | Deuda del Estado al 3% en oro                                | 400 000 000                 | 3%            | ?             | 30% reembolsado antes de 1899                                         |
| 1901 | Deuda del Estado                                             | 424 000 000                 | 4%            | ?             |                                                                       |
| 1906 | Deuda del Estado                                             | 2 250 000 000               | 5%            |               |                                                                       |
| 1909 | Deuda del Estado                                             | 1 400 000 000               | 4,5%          |               | Reembolso de las letras del Tesoro ruso de 1904                       |
|      | Cantidad total                                               | 8 742 500 000               | 8 742 500 000 | 8 742 500 000 | 8 742 500 000                                                         |
| 1919 | Evaluación de 1919                                           | 8 936 756 000               | 8 936 756 000 | 8 936 756 000 | 8 936 756 000                                                         |
| 2020 | Portadores declarados (2020)                                 | 316 219                     | 316 219       | 316 219       | 316 219                                                               |